# Repräsentantenhaus (Trinidad und Tobago)
Das Repräsentantenhaus von Trinidad und Tobago (englisch: House of Representatives of Trinidad and Tobago) ist Teil des Parlaments in Trinidad und Tobago.
Das Repräsentantenhaus ist das Unterhaus des aus zwei Kammern bestehenden Parlaments. Es besteht gegenwärtig aus 41 Abgeordneten, die im Mehrheitswahlrecht für fünf Jahre in Einpersonenwahlkreisen gewählt werden. Bis 2007 umfasste das Repräsentantenhaus lediglich 36 Sitze. Das Oberhaus besteht aus dem Senat von Trinidad und Tobago.
Die dominierenden Parteien sind der United National Congress (UNC), die Partei der indischen Einwanderer, und das People’s National Movement (PNM), die sich hauptsächlich auf die Bevölkerung afrikanischen Ursprungs stützt. Nur selten saßen weitere Parteien im Parlament.
Das Repräsentantenhaus befindet sich im Gebäude des Red House an der St.-Vincent Street in der Hauptstadt Port of Spain.

## Wahlen
Seit der Unabhängigkeit 1966 fanden fast alle Wahlen regulär im Rhythmus von fünf Jahren statt. Lediglich Anfang der 2000er gab es im kurzen Abstand drei Neuwahlen (2000, 2001, 2002). Auch die Legislaturperiode ab 2007 wurde 2010 vorzeitig durch Neuwahlen beendet.